# Липецкая ТЭЦ-2
Липецкая ТЭЦ-2 — теплоэлектроцентраль,  расположенная в городе Липецке Липецкой области, входящая в состав ПАО «Квадра». Установленная электрическая мощность станции составляет 515 МВт, тепловая — 1002 Гкал/ч. Численность сотрудников – 415 человек.
Липецкая ТЭЦ-2 – одна из самых крупных теплоэлектростанций Черноземья, сыгравшая ключевую роль в энергоснабжении города Липецка и Липецкой области. Существовавшие в то время генерирующие мощности не могли обеспечить энергетические потребности региона. В связи с этим Министерство энергетики приняло решение о строительстве теплоэлектроцентрали №2 электрической мощностью 515 тыс. кВт. Строительство началось в 1975 году. Первый энергоблок мощностью 135 тыс. кВт был введен в эксплуатацию за рекордно короткий срок – 4 года. В 1991 году электростанция вышла на проектную мощность – 515 МВт.
На ТЭЦ-2 действуют 2 энергоблока, 4 энергетических котла и 3 турбины с поперечными связями. Основным топливом является природный газ, резервным – мазут и доменный газ.
В настоящий момент Липецкая ТЭЦ-2 обеспечивает до 25% потребности города Липецка в тепловой энергии.

## Перечень основного оборудования
| Агрегат                              | Тип               | Изготовитель                                             | Количество | Ввод в эксплуатацию     | Основные характеристики | Основные характеристики | Источники   |
| Агрегат                              | Тип               | Изготовитель                                             | Количество | Ввод в эксплуатацию     | Параметр                | Значение                | Источники   |
| ------------------------------------ | ----------------- | -------------------------------------------------------- | ---------- | ----------------------- | ----------------------- | ----------------------- | ----------- |
| Оборудование паротурбинных установок |                   |                                                          |            |                         |                         |                         |             |
| Паровой котёл                        | ТГМ-96 Б          | Таганрогский котлостроительный завод «Красный котельщик» | 3          | 1978 г. 1979 г. 1980 г. | Топливо                 | газ, мазут              | [ 1 ] [ 2 ] |
| Паровой котёл                        | ТГМ-96 Б          | Таганрогский котлостроительный завод «Красный котельщик» | 3          | 1978 г. 1979 г. 1980 г. | Производительность      | 480 т/ч                 | [ 1 ] [ 2 ] |
| Паровой котёл                        | ТГМ-96 Б          | Таганрогский котлостроительный завод «Красный котельщик» | 3          | 1978 г. 1979 г. 1980 г. | Параметры пара          | 140 кгс/см2, 560 °С     | [ 1 ] [ 2 ] |
| Паровой котёл                        | ТГМЕ-464          | Таганрогский котлостроительный завод «Красный котельщик» | 3          | 1982 г. 1987 г. 1991 г. | Топливо                 | газ, мазут              | [ 1 ] [ 2 ] |
| Паровой котёл                        | ТГМЕ-464          | Таганрогский котлостроительный завод «Красный котельщик» | 3          | 1982 г. 1987 г. 1991 г. | Производительность      | 500 т/ч                 | [ 1 ] [ 2 ] |
| Паровой котёл                        | ТГМЕ-464          | Таганрогский котлостроительный завод «Красный котельщик» | 3          | 1982 г. 1987 г. 1991 г. | Параметры пара          | 140 кгс/см2, 560 °С     | [ 1 ] [ 2 ] |
| Паровая турбина                      | ПТ-135/165-130/15 | Турбомоторный завод                                      | 1          | 1978 г.                 | Установленная мощность  | 135 МВт                 | [ 1 ] [ 2 ] |
| Паровая турбина                      | ПТ-135/165-130/15 | Турбомоторный завод                                      | 1          | 1978 г.                 | Тепловая нагрузка       | 140 Гкал/ч              | [ 1 ] [ 2 ] |
| Паровая турбина                      | ПТ-80/100-130/13  | Ленинградский металлический завод                        | 2          | 1980 г. 1982 г.         | Установленная мощность  | 80 МВт                  | [ 1 ] [ 2 ] |
| Паровая турбина                      | ПТ-80/100-130/13  | Ленинградский металлический завод                        | 2          | 1980 г. 1982 г.         | Тепловая нагрузка       | 100 Гкал/ч              | [ 1 ] [ 2 ] |
| Паровая турбина                      | Т-110/120-130/4   | Турбомоторный завод                                      | 2          | 1987 г. 1991 г.         | Установленная мощность  | 110 МВт                 | [ 1 ] [ 2 ] |

## Адрес
398600, Россия, г. Липецк, ТЭЦ-2, ГСП.